# Oncocalamus
Genre
Classification phylogénétique
Espèces de rang inférieur
- Oncocalamus djodu
- Oncocalamus macrospathus
- Oncocalamus mannii
- Oncocalamus tuleyi
- Oncocalamus wrightianus

Oncocalamus est un genre de plantes de la famille des Arecaceae (palmiers) natif de l'ouest de l'Afrique. Il contient les espèces suivantes :
- Oncocalamus djodu
- Oncocalamus macrospathus
- Oncocalamus mannii
- Oncocalamus tuleyi
- Oncocalamus wrightianus

## Classification
- Famille des Arecaceae
  - Sous-famille des Calamoideae
    - Tribu des Lepidocaryeae
      - Sous-tribu des Ancistrophyllinae